# Масленников Микола Іванович
Микола Іванович Масленников (2 грудня 1921, місто Нижній Новгород, тепер Російська Федерація — 28 жовтня 2013, місто Москва) — радянський діяч, 1-й секретар Горьковського обкому КПРС, 1-й заступник голови Ради міністрів Російської РФСР, голова Держплану РРФСР. Член ЦК КПРС у 1971—1990 роках. Депутат Верховної Ради Російської РФСР 7-го, 9—11-го скликань. Депутат Верховної Ради СРСР 8—11-го скликань.

## Життєпис
Народився в родині робітника. Закінчив середню школу в місті Горькому.
У 1939—1941 роках — студент Горьковського індустріального інституту.
У 1941 році працював слюсарем-складальником авіаційного заводу міста Горького.
У 1941 році пішов добровольцем до Червоної армії, навчався в Ленінградській військово-повітряній академії. У 1943 році був демобілізований через хворобу. Учасник німецько-радянської війни.
У 1944—1945 роках — на культурно-просвітницькій роботі в санаторії «Стара Пустинь» Горьковської області.
У 1948 році закінчив автотракторний факультет Горьковського індустріального інституту.
У 1948—1961 роках — старший технолог, начальник цеху, заступник начальника корпусу, головний механік, секретар партійного комітету, головний інженер заводу «Червона Етна» в місті Горькому.
Член ВКП(б) з 1951 року.
У 1961 — грудні 1965 року — 2-й секретар Горьковського міського комітету КПРС; завідувач відділу Горьковського обласного комітету КПРС.
27 грудня 1965 — 18 квітня 1968 року — 1-й секретар Горьковського міського комітету КПРС.
18 квітня 1968 — 7 травня 1974 року — 1-й секретар Горьковського обласного комітету КПРС.
6 травня 1974 — 26 липня 1989 року — 1-й заступник голови Ради міністрів Російської РФСР.
Одночасно 6 травня 1974 — 26 липня 1989 року — голова Державної планової комісії Російської РФСР.
З липня 1989 року — персональний пенсіонер союзного значення в Москві. Входив до правління РОО «Нижньогородське земляцтво в столиці».
Помер 28 жовтня 2013 року.

## Нагороди і звання
- три ордени Леніна
- орден Трудового Червоного Прапора
- медаль «За перемогу над Німеччиною у Великій Вітчизняній війні 1941—1945 рр.»
- медаль «У пам'ять 850-річчя Москви»
- медалі